# 대만 경비총사령부

대만 경비총사령관의 지휘관기

대만 경비 부대의 기

대만 경비총사령부(중국어: 臺灣警備總司令部, 병음: Táiwān Jǐngbèi Zǒngsīlìngbù)는 중화민국 국군 소속의 옛 비밀경찰 및 국가안전보장 기관이다. 이 기관은 제2차 세계 대전이 끝날 때 설립되어 냉전 기간 동안 운영되었고 1992년 8월 1일 해체되었다.
대만 경비총사령부는 공산주의, 민주주의, 대만 독립을 조장하는 것으로 간주되는 활동을 억압하는 임무를 맡았다.

## 조직
대만 경비총사령부는 3성 장군이 지휘했으며 육군, 해병대, 헌병, 정치전 또는 정보국의 장교 또는 사병, 내정부 경정서 소속 대원, 그리고 특수 훈련 후 다른 대학에서 모집된 민간인으로 구성되었다. 보안상의 이유로 징집병은 일반 훈련 전에 특별히 구분되어 심사를 받았다.

## 같이 보기
- 2·28 사건
- 메이리다오 사건
- 린이슝
- 헌병사령부
- 중화민국 국군